# Brüder-Grimm-Preis der Philipps-Universität Marburg
Für weitere nach den Brüdern Grimm benannte Preise siehe Brüder Grimm.
Der Brüder Grimm-Preis der Philipps-Universität Marburg wird seit 1943 von der Philipps-Universität Marburg verliehen. Er wird zum Andenken an die Brüder Grimm und „in Würdigung ihres wissenschaftlichen Gesamtwerks“ in der Regel alle zwei Jahre vergeben. Mit dieser Auszeichnung ehrt die Universität „hervorragende Leistungen auf den Forschungsgebieten der Brüder Jacob und Wilhelm Grimm..., insbesondere den Sprach- und Literaturwissenschaften, der Volkskunde, der Rechtsgeschichte und der Geschichtswissenschaft“ (zit. nach der Satzung). Der Preis, den das Land Hessen stiftet, besteht aus einer Medaille mit dem Bildnis der Brüder Grimm, einer Urkunde und einer Dotation in Höhe von 5.000 Euro.
In der Jury sitzen u. a. der Präsident der Universität Marburg, Vertreter der einzelnen Fächer (Germanistik, Literaturwissenschaft, Geschichtswissenschaft, Rechtswissenschaft, Europäische Ethnologie) sowie der Brüder Grimm-Gesellschaft.

## Preisträger
- 1943 Karl Helm
- 1950 Georg Baesecke
- 1952 Erik Rooth
- 1954 Hermann Teuchert
- 1957 Gesinus G. Kloeke
- 1959 Louis Hammerich
- 1961 Emil Öhmann
- 1963 Friedrich Stroh und Friedrich Maurer
- 1965 Wolfgang Stammler
- 1967 Friedrich Ohly
- 1969 Jean Fourquet
- 1971 Friedrich Neumann und Wilhelm Ebel
- 1974 Winfred P. Lehmann
- 1977 Leopold Schmidt und Stefan Sonderegger
- 1979 Adalbert Erler und Emil Skála
- 1981 Kurt Ruh
- 1983 Walter Schlesinger
- 1985 Lutz Röhrich
- 1987 Hans Fromm
- 1989 Ruth Schmidt-Wiegand
- 1991 Karl Stackmann
- 1993 Hermann Bausinger
- 1995 Arno Borst
- 1997 Werner Ogris
- 1999 Heinz Rölleke
- 2002 Dietmar Willoweit
- 2004 Rolf Wilhelm Brednich
- 2007 Peter von Matt
- 2009 Theo Kölzer
- 2010 Hans-Jörg Uther
- 2012 Heribert Prantl
- 2014 Ruth Klüger
- 2017 Heide Wunder
- 2019 Maria Tatar
- 2022 Susanne Lepsius
- 2024 Wilhelm Bleek